# کیم هو-چول
کیم هو چول (کره‌ای: 김호철) بازیکن سابق و مربی فعلی والیبال اهل کره جنوبی است. او در حال حاضر هدایت تیم هیوندای سئول را بر عهده دارد.
کیم در دورانی که به عنوان بازیکن فعالیت داشت در باشگاه‌هایی همچون سیسلی و پارما عضویت داشت و در سال‌های ۱۹۸۱ و ۱۹۸۴ به عنوان بهترین بازیکن خارجی سری آ انتخاب شد.
او مربی گری را با پارما آغاز کرد و در سال‌های ۲۰۰۶ و ۲۰۰۷ هیوندای را قهرمان وی لیگ نمود. کیم از در سال ۲۰۰۹ نیز سرمربی تیم ملی والیبال کره جنوبی بود.